# مارکی دو ساد
دوناتیِن آلفونس فرانسوا، مارکی دو ساد (فرانسه: [dɔnasjɛ̃ alfɔ̃z fʁɑ̃swa maʁki də sad]؛ ۲ ژوئن ۱۷۴۰ – ۲ دسامبر ۱۸۱۴) نویسنده، اشراف‌زاده و لیبرتین فرانسوی بود که به‌دلیل حبس‌های مکرر در نتیجهٔ جرائم جنسی، هرزه‌نگاری، توهین به مقدسات مسیحی و داستان‌های بلند سبک لیبرتین، تبدیل به یکی از خطرناک‌ترین و ممنوعه‌ترین نویسندگان تاریخ شد. واژهٔ سادیسم مشتق از شخصیت‌های داستانی اوست؛ شخصیت‌های داستانی که از تحمیل رنج بر دیگران لذت می‌برند. داستان‌های بلند و کوتاه، نمایش‌نامه، گفتگوها و مطالب سیاسی که هنگام حیات موفق به انتشار بخشی از آن‌ها با نام حقیقی شد، اکثراً با نام مستعار و نیز پس از مرگش منتشر شدند.
ازجمله آثار وی می‌توان داستان‌های ۱۲۰ روز در سودوم، ژوستین، ژولیت، فلسفه در اتاق خواب را نام برد که آمیزه‌ای از توصیفات تصویری از کنش جنسی و تجاوز و شکنجه و قتل و کودک‌آزاری با گفت و شنودها و مباحثی دربارهٔ دین و سیاست و همبستری و فلسفه هستند.

## زندگی
دوناتین آلفونس فرانسوا، مارکی دو ساد در ۲ ژوئن ۱۷۴۰، در پاریس زاده شد. او تنها فرزند ژان باتیست فرانسوا ژوزف، کنتِ ساد (پدر) و ماری الُنور مایه از کارمان (مادر) بود. خانوادهٔ او اشرافی از نوع استانی بودند که اصالت‌شان به سدهٔ سیزدهم میلادی بازمی‌گشت. اصالت مادر او به یکی از شاخه‌های خاندان کنده و به خانوادهٔ سلطنتی فرانسه متصل می‌شد. پدرش یکی از سروان‌های هنگ نظامی دراگون و عهده‌دار مأموریت‌هایی دیپلماتیک از سوی پادشاهی روسیه و انگلستان و اسقف اعظم کُلن بود.
در ۱۴ سالگی وارد مدرسه ارتشی شد که فرزندان خانواده‌های اشراف در آن نام‌نویسی می‌کردند. در ۱۷ سالگی در جنگ علیه پروس شرکت کرد. در سال ۱۷۶۳ درجه سروان گرفت. او با بازیگران تئاتر رابطه داشت و پدرش برای پایان دادن به این قضیه او را وادار به ازدواج کرد. ساد فراز و نشیب‌های زیادی را گذراند. چندین بار به اتهام لواط به زندان رفت و دو بار از اعدام با گیوتین جان به در برد. او در حالی که ۳۰ سال از زندگی‌اش را در زندان گذرانده بود ۲ دسامبر سال ۱۸۱۴ در ۷۴ سالگی درگذشت.

## تأثیر
علاقه‌مندی به نوشته‌های او در سدهٔ بیستم افزایش یافت و اساس ساختمان فکری متفکرانی مانند فریدریش‌نیچه، زیگموندفروید و نیز نحله‌های فکری مانند فراواقع‌گرایی، تمامیت‌خواهی و آنارشیسم را متأثر از افکار دوناتین آلفونس فرانسُیس، مارکی دو ساد، می‌دانند؛ همان‌گونه که بیشتر روشنفکران برجسته مانند آنجلا کارتر، سیمون دو بووآر و رولان بارت تحقیقات و مطالعات خود را دربارهٔ نوشته‌های او منتشر کردند و در طول این قرن زندگی‌نامه‌های بی‌شماری در خصوص وی منتشر شد. همچنین از نمایش‌های فرهنگی اجراشده بر بنیاد نوشته‌ها و زندگی شخصی او می‌توان به نمایش‌نامهٔ مارا-ساد نوشتهٔ پتر وایس و اقتباس سینمایی سالو یا ۱۲۰ روز در سودوم ساختهٔ پیر پائولا پازولینی و فیلم سینمایی قلم‌پرها به کارگردانی فیلیپ کافمن اشاره کرد. نویسندهٔ آمریکایی روجر شاتوک و فمینیست رادیکال آندریا دورکین، از احیای پیشینه و آوازهٔ دوساد در سدهٔ بیستم ازسوی روشنفکران و هنرمندان انتقاد جدی کردند و استدلال نمودند که این احیا، منتج به ترویج وحشی‌گری‌های هرزه‌نگاری و خطرناک برای زنان در میان جوانان و اذهان نابالغ خواهد شد.
فلسفه ساد داشتن کنش آزاد جنسی و میل به آزار جنسی است. این دیدگاه در زمانه او در فرانسه با انتقادات بسیاری روبرو شد. داستان‌های ساد درباره مطالبی مانند همبستری و خشونت و تجاوز و مرده‌خواهی نوشته شده است.
امروزه از سادیسم یا دگرآزاری به عنوان یک خصیصه شخصیتی یاد می‌شود. در مورد بیماری، اختلال یا خصیصه دانستن این ناهنجاری رفتاری دیدگاه‌های موافق و مخالفی وجود دارد و همچنان مورد بحث فیلسوفان و روانشناسان است.

## در ایران
- نمایش‌نامهٔ مارا-ساد چندین بار اجرا شده است. بهرام بیضایی با اقتباس از این نمایش‌نامه آرش ساد را به زبان فارسی نوشته است. این نمایش به کارگردانی محمد رحمانیان به اجرا درآمده است.[۲]
- ۱۲۰ روز در سودوم، برگردان علی طباخیان[۳]
- ژوستین یا مصائب فضیلت، برگردان علی طباخیان[۴]
- ژولیت یا مواهب فضیلت، برگردان علی طباخیان[۵]
- فلسفه در اتاق خواب، برگردان علی طباخیان[۶]
- دیدگاهی درباره داستان با عنوان نظری دربارهٔ رمان، ترجمه رضا اسپیلی، انتشارات مجازی روزگار[۷]
- جنایات عشق نیز که شامل ۲۸ داستانک از مارکی دوساد است نیز از طرف علی طباخیان به فارسی ترجمه و منتشر شده است.[۸]

## پانوشت
1. ↑  «مارکی دوساد؛ عاقلترین دیوانهٔ پاریسی». نصور. ۲ خرداد ۱۳۸۸. دریافت‌شده در ۲۸ بهمن ۱۳۹۶.
2. ↑  «نمایش آرش ساد». تیوال. ۲۳ بهمن ۱۳۹۲. دریافت‌شده در ۲۹ بهمن ۱۳۹۶.
3. ↑  مارکی دوساد. «ترجمهٔ فارسی کتاب 120 روز در سودوم مارکی دوساد ترجمه علی طباخیان». s27.picofile.com. ترجمهٔ علی طباخیان. دریافت‌شده در ۲۰۲۳-۰۱-۲۲.
4. ↑  مارکی دوساد. «ترجمهٔ فارسی کتاب ژوستین یا مصائب فضیلت از مارکی دوساد ترجمه علی طباخیان». s27.picofile.com. ترجمهٔ علی طباخیان. دریافت‌شده در ۲۰۲۳-۰۱-۲۲.
5. ↑  مارکی دوساد. «ترجمهٔ فارسی کتاب ژولیت یا مواهب رذیلت از مارکی دوساد ترجمه علی طباخیان». s27.picofile.com. ترجمهٔ علی طباخیان. دریافت‌شده در ۲۰۲۳-۰۱-۲۲.
6. ↑  مارکی دوساد. «ترجمهٔ فراسی فلسفه در اتاق خواب مارکی دوساد». s26.picofile.com. ترجمهٔ علی طباخیان. دریافت‌شده در ۲۰۲۳-۰۲-۲۷.
7. ↑  اسپیلی، رضا (۱۴۰۱). «نظری دربارهٔ رمان / مارکی دُ ساد». نشر الکترونیکی روزگار.
8. ↑  «جنایات عشق،بیست و هشت داستان از مارکی دوساد». s32.picofile.com. دریافت‌شده در ۲۰۲۴-۰۸-۲۹.

- مصطفوی، خشایار (۱۳۹۴). سکس، آنارشیست، شقاوت در تئاتر آقای فرناندو آرابال. پست اسکریپت.
- Les infortunes de la vertu- Sade-La Flèche- Paris-2002